# Viktorsberg
Viktorsberg é um município da Áustria, situado no distrito de Feldkirch, no estado de Vorarlberg. Tem 12,49 km² de área e sua população em 2019 foi estimada em 415 habitantes.